# Jürgen Locadia
Jürgen Leonardo Locadia (Emmen, 7 novembre 1993) è un calciatore olandese, attaccante dell'Intercity e della nazionale di Curaçao.

## Caratteristiche
Attaccante dotato di buona tecnica individuale e ottima velocità, gioca prevalentemente nel ruolo di seconda punta, ma all'occorrenza può essere impiegato anche come ala su entrambe le fasce.

## Carriera

### Club
Calcisticamente cresciuto nelle giovanili del PSV, è stato aggregato alla prima squadra durante la stagione 2010-2011 dal tecnico Fred Rutten. Il 21 settembre 2011 ha fatto il suo esordio tra i professionisti, in una partita di Coppa d'Olanda vinta per 8-0 sul campo del VVSB (squadra di terza divisione olandese), segnando sùbito un gol.
Il 30 settembre 2012 debutta in Eredivisie entrando al 68' al posto di Luciano Narsingh e mettendo a segno una tripletta nel 6-0 contro il VVV-Venlo. Il 27 febbraio 2013 realizza una tripletta nella semifinale di Coppa d'Olanda vinta per 0-3 contro il PEC Zwolle.
Il 19 gennaio 2018 è stato acquistato dagli inglesi del Brighton, squadra neopromossa in Premier League.
Il 29 agosto 2019 è stato ceduto in prestito ai tedeschi dell'Hoffenheim.
Il 31 gennaio 2020 viene richiamato dal prestito, salvo poi venire nuovamente ceduto a titolo temporaneo, questa volta negli Stati Uniti all'FC Cincinnati.
Dopo un anno e mezzo in prestito negli Stati Uniti fa ritorno al Brighton. Disputa 3 partite con le seagulls prima di venire ceduto a titolo definitivo al Bochum in data 5 gennaio 2022.
Il 12 agosto 2022 firma con il Persepolis, club della prima divisione iraniana. Egli, però, non si sente a suo agio in Iran e quindi, il 21 agosto, decide di ritornare nei Paesi Bassi per motivi personali. Infine, il 1º gennaio 2023, viene annunciata ufficialmente la rescissione del suo contratto con il club.
Il 7 aprile 2023, dopo 4 mesi senza contratto, firma per il Cangzhou Xiongshi, club militante nella Super League cinese.

### Nazionale
Compie tutta la trafila delle nazionali giovanili olandesi dall'Under-17 all'Under-21. Viene convocato per la prima volta dalla nazionale maggiore olandese nel novembre 2015. Nell'ottobre 2017 torna nella lista dei convocati a distanza di un anno e mezzo dall'ultima convocazione, per le partite di qualificazione al Mondiale 2018 contro Svezia (7 ottobre 2017) e Bielorussia (10 ottobre 2017): tuttavia resta in panchina in entrambe le partite.
Nel 2023 viene convocato da Remko Bicentini nella nazionale di Curaçao, con cui esordisce il 13 giugno nell'amichevole pareggiata 0-0 contro Porto Rico.

## Statistiche
Statistiche aggiornate al 5 gennaio 2022.

### Presenze e reti nei club
| Stagione             | Squadra              | Campionato           | Campionato | Campionato | Coppe nazionali | Coppe nazionali | Coppe nazionali | Coppe continentali | Coppe continentali | Coppe continentali | Altre coppe | Altre coppe | Altre coppe | Totale | Totale |
| Stagione             | Squadra              | Comp                 | Pres       | Reti       | Comp            | Pres            | Reti            | Comp               | Pres               | Reti               | Comp        | Pres        | Reti        | Pres   | Reti   |
| -------------------- | -------------------- | -------------------- | ---------- | ---------- | --------------- | --------------- | --------------- | ------------------ | ------------------ | ------------------ | ----------- | ----------- | ----------- | ------ | ------ |
| 2010-2011            | PSV Eindhoven        | E                    | 0          | 0          | CO              | 0               | 0               | UEL                | 0                  | 0                  | -           | -           | -           | 0      | 0      |
| 2011-2012            | PSV Eindhoven        | E                    | 0          | 0          | CO              | 2               | 1               | UEL                | 0                  | 0                  | -           | -           | -           | 2      | 1      |
| 2012-2013            | PSV Eindhoven        | E                    | 15         | 5          | CO              | 5               | 5               | UEL                | 2                  | 0                  | SO          | 0           | 0           | 22     | 11     |
| 2013-2014            | PSV Eindhoven        | E                    | 31         | 13         | CO              | 2               | 3               | UCL+UEL            | 3+5                | 1+0                | -           | -           | -           | 41     | 17     |
| 2014-2015            | PSV Eindhoven        | E                    | 23         | 6          | CO              | 3               | 2               | UEL                | 10                 | 1                  | -           | -           | -           | 36     | 9      |
| 2015-2016            | PSV Eindhoven        | E                    | 29         | 8          | CO              | 4               | 3               | UCL                | 8                  | 1                  | SO          | 1           | 0           | 42     | 12     |
| 2016-2017            | PSV Eindhoven        | E                    | 14         | 3          | CO              | 0               | 0               | UCL                | 0                  | 0                  | SO          | 1           | 0           | 15     | 3      |
| 2017-gen. 2018       | PSV Eindhoven        | E                    | 15         | 9          | CO              | 1               | 0               | UEL                | 2                  | 0                  | -           | -           | -           | 18     | 9      |
| Totale PSV Eindhoven | Totale PSV Eindhoven | Totale PSV Eindhoven | 127        | 45         |                 | 17              | 14              |                    | 30                 | 3                  |             | 2           | 0           | 176    | 62     |
| gen.-giu. 2018       | Brighton             | PL                   | 6          | 1          | FACup+CdL       | 2+0             | 1+0             | -                  | -                  | -                  | -           | -           | -           | 8      | 2      |
| 2018-2019            | Brighton             | PL                   | 28         | 2          | FACup+CdL       | 6+1             | 2+0             | -                  | -                  | -                  | -           | -           | -           | 35     | 4      |
| 2019-gen. 2020       | Hoffenheim           | BL                   | 11         | 4          | CG              | 1               | 0               | -                  | -                  | -                  | -           | -           | -           | 12     | 4      |
| 2020                 | Cincinnati           | MLS                  | 17         | 1          | -               | -               | -               | -                  | -                  | -                  | MIB         | 1           | 1           | 18     | 2      |
| 2021                 | Cincinnati           | MLS                  | 9          | 1          | -               | -               | -               | -                  | -                  | -                  | -           | -           | -           | 9      | 1      |
| Totale Cincinnati    | Totale Cincinnati    | Totale Cincinnati    | 26         | 2          |                 | 0               | 0               |                    | 0                  | 0                  |             | 1           | 1           | 27     | 3      |
| 2021-gen. 2022       | Brighton             | PL                   | 1          | 0          | FACup+CdL       | 0+2             | 0               | -                  | -                  | -                  | -           | -           | -           | 3      | 0      |
| Totale Brighton      | Totale Brighton      | Totale Brighton      | 35         | 3          |                 | 11              | 3               |                    | -                  | -                  |             | -           | -           | 46     | 6      |
| gen.-giu. 2022       | Bochum               | BL                   | 10         | 2          | CG              | 2               | 0               | -                  | -                  | -                  | -           | -           | -           | 12     | 2      |
| Totale carriera      | Totale carriera      | Totale carriera      | 209        | 56         |                 | 31              | 17              |                    | 30                 | 3                  |             | 3           | 1           | 273    | 77     |

### Cronologia presenze e reti in nazionale
| Cronologia completa delle presenze e delle reti in nazionale ― Saint Kitts e Nevis | Cronologia completa delle presenze e delle reti in nazionale ― Saint Kitts e Nevis | Cronologia completa delle presenze e delle reti in nazionale ― Saint Kitts e Nevis | Cronologia completa delle presenze e delle reti in nazionale ― Saint Kitts e Nevis | Cronologia completa delle presenze e delle reti in nazionale ― Saint Kitts e Nevis | Cronologia completa delle presenze e delle reti in nazionale ― Saint Kitts e Nevis | Cronologia completa delle presenze e delle reti in nazionale ― Saint Kitts e Nevis | Cronologia completa delle presenze e delle reti in nazionale ― Saint Kitts e Nevis |
| Data                                                                               | Città                                                                              | In casa                                                                            | Risultato                                                                          | Ospiti                                                                             | Competizione                                                                       | Reti                                                                               | Note                                                                               |
| ---------------------------------------------------------------------------------- | ---------------------------------------------------------------------------------- | ---------------------------------------------------------------------------------- | ---------------------------------------------------------------------------------- | ---------------------------------------------------------------------------------- | ---------------------------------------------------------------------------------- | ---------------------------------------------------------------------------------- | ---------------------------------------------------------------------------------- |
| 13-6-2023                                                                          | Fort Lauderdale                                                                    | Curaçao                                                                            | 0 – 0                                                                              | Porto Rico                                                                         | Amichevole                                                                         | -                                                                                  |                                                                                    |
| 16-6-2023                                                                          | Fort Lauderdale                                                                    | Curaçao                                                                            | 1 – 1 (2 – 3 dtr)                                                                  | Saint Kitts e Nevis                                                                | Qual. Gold Cup 2023                                                                | 1                                                                                  | 66’                                                                                |
| 10-6-2025                                                                          | Oranjestad                                                                         | Haiti                                                                              | 1 – 5                                                                              | Curaçao                                                                            | Qual. Mondiali 2026                                                                | -                                                                                  | 46’                                                                                |
| 17-6-2025                                                                          | San Jose                                                                           | Curaçao                                                                            | 0 – 0                                                                              | El Salvador                                                                        | Gold Cup 2025 - 1° turno                                                           | -                                                                                  | 73’                                                                                |
| 21-6-2025                                                                          | Houston                                                                            | Curaçao                                                                            | 1 – 1                                                                              | Canada                                                                             | Gold Cup 2025 - 1° turno                                                           | -                                                                                  |                                                                                    |
| 24-6-2025                                                                          | San Jose                                                                           | Honduras                                                                           | 2 – 1                                                                              | Curaçao                                                                            | Gold Cup 2025 - 1° turno                                                           | -                                                                                  |                                                                                    |
| Totale                                                                             |                                                                                    | Presenze                                                                           | 6                                                                                  |                                                                                    | Reti                                                                               | 1                                                                                  |                                                                                    |

## Palmarès

### Club

#### Competizioni nazionali
- Coppa dei Paesi Bassi: 1

PSV: 2011-2012
- Supercoppa dei Paesi Bassi: 3

PSV: 2012, 2015, 2016
- Campionato olandese: 2

PSV: 2014-2015, 2015-2016